# Aeolis Mensae
Die Marsregion Aeolis Mensae liegt im Übergangsbereich zwischen nördlicher Tiefebene und südlichem Hochland und schließt südlich an die Elysium-Vulkanregion an. Das Gebiet der globalen Hochland-Tiefland-Grenze (sog. globale Dichotomiegrenze) zeichnet sich an vielen Stellen durch eine Steilkante aus, die bis zu 3 km betragen kann. Das Gebiet ist von zahlreichen Bruchzonen, so genannten tektonischen Gräben, durchzogen. Durch die Dehnung der Marskruste entstanden viele frei stehende Tafelberge (im Englischen als Mesas bezeichnet, im Deutschen wird auch von Zeugenbergen gesprochen), deren ebene Hochflächen noch die frühere Ausdehnung des Marshochlandes nach Norden anzeigen.